# Мокрово (Брестская область)
Мо́крово (бел. Мокрава) — деревня в Лунинецком районе Брестской области Беларуси. Входит в состав Синкевичского сельсовета. Население — 362 человека (2019).

## География
Мокрово находится в 15 км к западу от Микашевичей и в 30 км к востоку от города Лунинец. Местность принадлежит к бассейну Днепра, деревня стоит на правом берегу реки Лань, на противоположном берегу находится центр сельсовета Синкевичи. К северу от деревни проходит магистраль М10 (Кобрин — Гомель), ещё одна дорога ведёт из Синкевичей и Мокрово в агрогородок Любань. Юго-восточнее деревни располагается ж/д платформа Синкевичи на линии Брест — Гомель.

## Достопримечательности
- Покровская церковь. Кирпичная церковь построена в 1990-е годы
- Братская могила советских воинов. В 1967 году установлена стела[2].

### Утраченное наследие
- Деревянная церковь. Судя по сохранившейся фотографии ещё существовала в 1929 году. Вероятно уничтожена в 1960-е годы[3]